# Černovice, Pelhřimov
Černovice là một thị trấn thuộc huyện Pelhřimov, vùng Vysočina, Cộng hòa Séc.